# ولفره ا ولفرانژ
ولفری ات ولفرنگ (به فرانسوی: Vellefrey-et-Vellefrange) یک کمون در فرانسه است که در Canton of Gy واقع شده‌است.

## خصوصیات
ولفری ات ولفرنگ ۷٫۱۳ کیلومترمربع مساحت و ۹۹ نفر جمعیت دارد.